# Kazachs honkbalteam

Vlag van Kazachstan.

Het Kazachs honkbalteam is het nationale honkbalteam van Kazachstan. Het team vertegenwoordigt Kazachstan tijdens internationale wedstrijden. Het Kazachs honkbalteam hoort bij de Aziatische Honkbalfederatie (BFA). 